# Antoni Cyprysiński

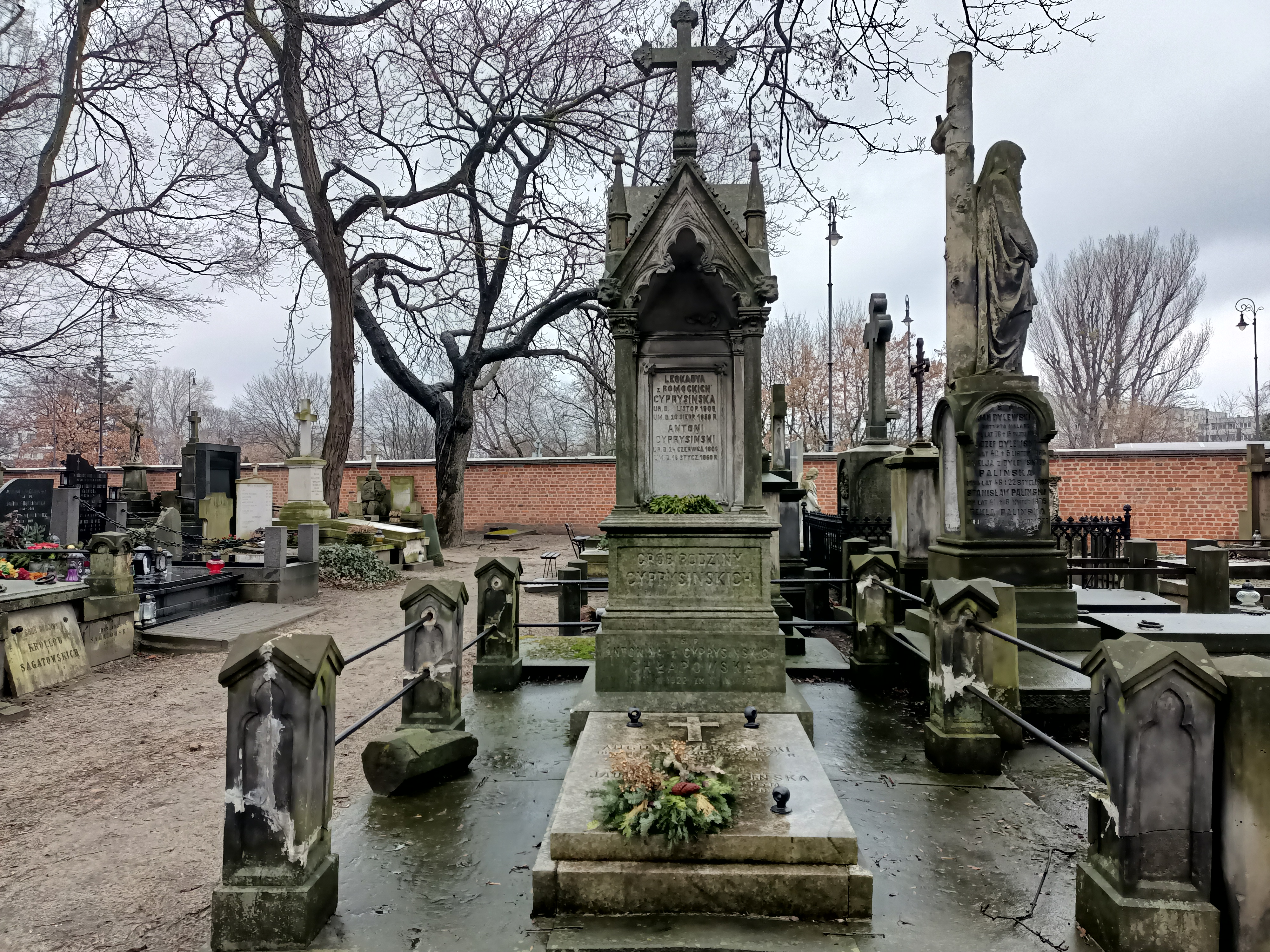
Grób Antoniego Cyprysińskiego na Cmentarzu Powązkowskim

Antoni Cyprysiński (ur. 24 czerwca 1806 w Sandomierzu, zm. 15 stycznia 1860 w Warszawie) – główny rządca Ordynacji Zamojskiej, redaktor i publicysta.

## Życiorys
Urodził się w Sandomierzu w rodzinie Marcina i Marianny Zaleskiej dnia 24 czerwca 1806. W 1824 ukończył naukę w kieleckim liceum. Studiował na Uniwersytecie Warszawskim medycynę oraz prawo. Praca jego "Opis obwodu sandomierskiego" zaprezentowana Towarzystwu Przyjaciół Nauk zdobyła uznanie i została nagrodzona medalem.
W 1829 Andrzej Zamoyski zatrudnił go w Ordynacji. W tym czasie pracował również w redakcji "Sławianina" oraz z Feliksem Saniewskim i Zenonem Izdebskim tworzyli codzienne czasopismo "Polak Sumienny".
Brał udział w Powstaniu listopadowym, aresztowany przez władze carskie i dzięki staraniom A. Zamoyskiego zwolniono go z więzienia i w 1832 podjął dalszą pracę w Ordynacji.
W tym czasie Ordynacja pod rządami Konstantego Zamoyskiego wprowadziła w swoich dobrach reformę czynszową mająca za zadanie odejście od pańszczyzny. Aby tego dokonać zostało powołane specjalne biuro – Kancelaria Centralna Dóbr i Interesów Ordynacji, pod kierownictwem Antoniego Cyprysińskiego. Był on postrzegany jako jeden z najzdolniejszych administratorów i prawników w kraju. Do administrowania dobrami Ordynacji angażował swoich kolegów z czasów uniwersyteckich, którzy po Powstaniu listopadowym nie mogli otrzymać posad państwowych jak np. lekarze.
Cyprysiński kierował zarządzaniem Ordynacją do 30 czerwca 1854, kiedy to odszedł ze stanowiska na własną prośbę. Dorobił się znacznego majątku i nabył dobra Koziczyn.
Należał do Towarzystwa Rolniczego oraz był w redakcji "Biblioteki Warszawskiej". 
Żonaty z Anną Mühlhausen i po jej śmierci z Leokadią z domu Romocką miał siedmioro dzieci: Antoni Franciszek, Julia, Antoni, August, Marianna Elżbieta, Maria Elżbieta, Franciszek. Zmarł 15 stycznia 1860 w Warszawie i pochowany został na cmentarzu Powązkowskim.